# Grupa siostrzana
Grupa siostrzana – w systematyce kladystycznej grupa organizmów powstała z jednej linii ewolucyjnej (grupy macierzystej) po jej rozszczepieniu. Dwie grupy siostrzane wraz ze swym wspólnym przodkiem stanowią grupę monofiletyczną. Gatunki należące do grupy siostrzanej charakteryzują się pewnymi specyficznymi, wspólnymi cechami (synapomorfiami), które nie występują jednak w grupie macierzystej (są ewolucyjnie nowe).